# تجديد أوروبا
تجديد أوروبا (بالإنجليزية: Renew Europe )‏ تُختصر (RE)؛ هي كتلة سياسية في البرلمان الأوروبي تأسست للدورة التاسعة للبرلمان. الكتلة هي الخلف لكتلة تحالف الليبراليين والديمقراطيين من أجل أوروبا (ALDE) التي كانت موجودة خلال الدورات السادسة والسابعة والثامنة من 2004 إلى 2019.